# 고려대학교의 역사

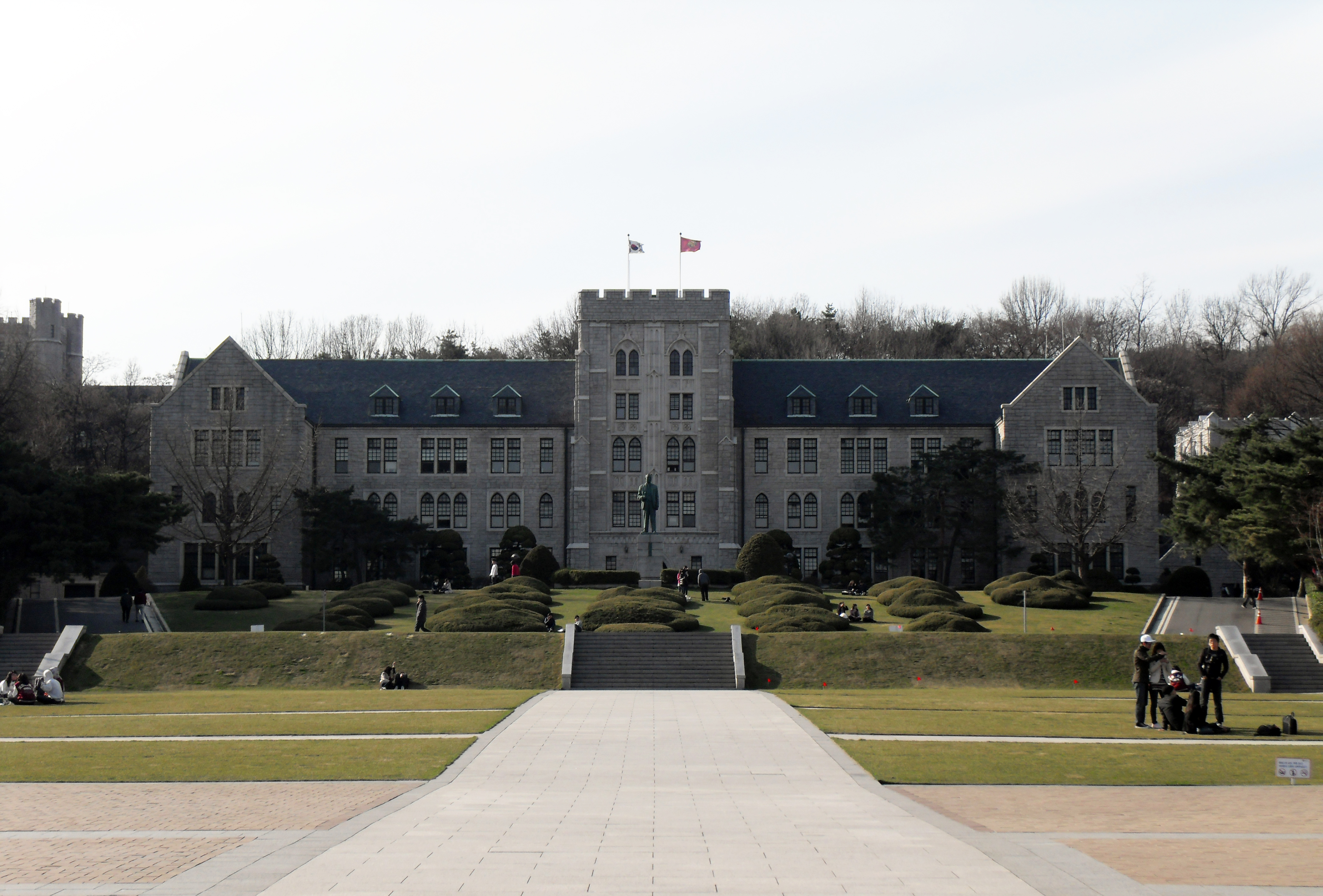
본관

대한제국 광무 9년인 1905년 이용익에 의해 한국 최초의 근대적 고등교육기관으로 개교한 보성전문학교는 인촌 김성수에 의해 1946년 종합대학으로 승격하며 고려대학교(高麗大學校, Korea University)로 개칭하였다. 이 문서에서는, 일제강점기와 대한민국 당시의 고려대학교의 역사에 대한 세부적인 설명을 다루고 있다.

## 대한제국시대 및 일제강점기
보성전문학교의 탄생

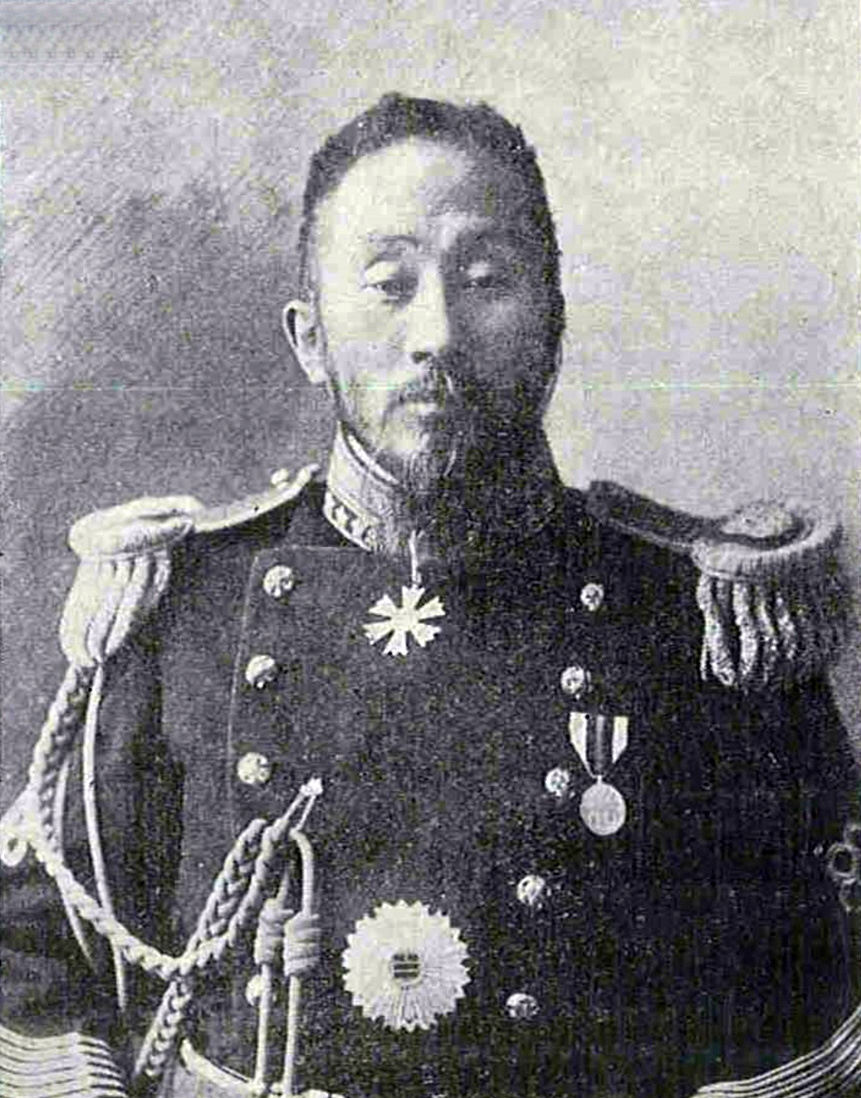
설립자 이용익, 조선의 개화파 문신

1905년 5월 5일 세워져 조선인이 세운 최초의 근대적 고등교육기관으로 기록 되는 보성전문학교(普成專門學校)가 고려대학교의 모태가 된다. 대한제국 광무 9년인 1905년에 당시 대한제국 대장원경, 즉 황실의 재정을 담당하는 대신인 이용익(李容翊)이 고종황제의 재정적 후원과 '보성(普成)'이라는 교명(校名)과 황실문장인 '이화문(梨花紋)'을 교표(校表)로 하사받았으며, 이는 보성(普成)이라는 이름의 기원이 된다. 이용익의 사재 기부와 투입 외에도 근대적 학교 건립에 뜻을 둔 고종황제의 지원으로 출범 초기에는 순탄하였다.
'교육구국'의 신념으로 세워진 보성전문학교는 오늘날의 법학과에 해당하는 법률학전문과와 오늘날의 경영학과 또는 경제학과에 해당하는 이재학(理財學)전문과로 편제하여 지금의 수송동에 해당되는 전동에 위치한 교사(校舍)에서 바로 수업을 시작하였다. 이재(理財)라는 것은 돈이나 재물을 관리한다는 의미를 담고 있다. 이재학과는 1907년에 경제과로 바뀌었다가 1910년 상학과로, 1944년에는 경제과로 되었다가 1945년 해방 이후 경상과로 개편되어 오늘날의 고려대학교 경영학과와 경제학과의 모태가 되었다. 1905년 9월에는 한성법학교 학생을 인수하였으며 1909년 3월에는 돈명의숙 및 융희학교 학생을 인수하였다. 1907년 2월에는 첫 졸업생을 배출하였다.
일제의 탄압
하지만 시작 과정 자체가 순탄했던 것은 아니다. 1906년 12월 일제는 보성전문학교를 관립학교로 만들기 위해 학교 관계자들에게 온갖 압박을 가하였으며, 뜻대로 되지 않자 당시 실권자였던 이종호(李鍾浩) 선생을 안중근(安重根) 의사 사건에 연루되었다는 엉뚱한 죄명을 뒤집어씌우는 등 음성적 탄압을 서슴지 않았다. 을사늑약 이후 이용익의 망명과 별세로 경영난에 빠진 학교를 1910년 12월 의암 손병희(孫秉熙) 선생이 도주로 있는 천도교에서 인수하였으며, 1913년 10월 양정의숙의 법학과 학생 1학년 및 2학년 편입생을 맞이 하여 학교의 재학생 수를 확장했고, 1915년 4월에는 일제의 전문학교규칙이 시행됨에 따라 '사립보성법률상업학교'로 교명이 격하되었다. 손병희 선생이 3·1 운동 직후 피검되자 학교는 다시 난관에 봉착하였다.
설립 당시의 재정적인 문제와 김성수 선생의 학교 인수

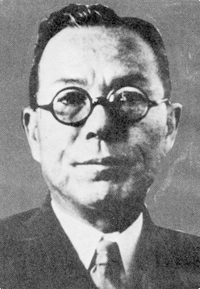
학교의 중흥자 인촌 김성수

보성전문학교 학생의 교련 훈련 장면

일제의 탄압 뿐만 아니라 재정적인 문제 또한 학교에게는 상당한 골칫거리였다. 1905년 설립 당시에는 자금 부족으로 재단법인의 구성을 하지 못하였으며, 학교 운영에 필요한 경비는 황실로부터 지원을 받는 형편이었다. 재단의 구성은 1910년 손병희 선생이 학교의 경영권을 인수한지 11년이 지난 뒤에야 이루어질 수 있었다. 1921년 12월, 김기태, 김성수, 박원호 등이 58명의 공동 명의로 '재단법인 보성전문학교' 설립을 신청 하고 이를 조선총독부가 인가한 것이 그것이다. 보성전문학교로 인가된 이후 교내 시설의 팽창으로 말미암아 학교는 다시금 경영난에 봉착하게 되었으며 1932년 3월 재정난에 빠진 학교를 인촌 김성수 주도로 재단법인 중앙학원이 인수하게 되었다. 당시 일본 명문 와세다대학을 졸업한 김성수 선생은 중앙중학교와 동아일보사를 경영하고 있었다. 훗날 와세다 출신이 고려대의 이사장 및 초대 총장을 역임하면서 고려대와 와세다는 혈맹 관계처럼 교류가 20세기부터 대폭 증가하였다.
안암동 교사로의 이전
학생 수의 급증으로 인해 학교는 1918년 9월에는 낙원동으로, 1922년 9월에는 송현동으로 교사를 이전하였다. 현재 학교가 위치해 있는 안암동으로의 이전은 1934년 9월에 이루어졌다. 인문사회계지역의 중앙에 위치한 본관은 1933년 9월 착공하여 1934년 9월 준공되었으며, 1937년에는 도서관을 준공 및 개관하였다. 본관 건물은 듀크대학의 본관을 본떠 박동진 선생이 설계를 맡아 지어진 것이며, 도서관 건물은 보성전문학교 창립 30주년 기념사업의 일환으로 건립된 것이다. 김성수 선생은 도서관 건물의 건립을 포함한 기념사업의 자금 조달을 위해 전국을 다니며 직접 모금 운동을 전개한 것으로 알려져 있다. 현재 본관과 중앙도서관 구관은 각각 사적 제285호와 사적 제286호로 지정되어 있다. 1940년 이후 조선총독부는 창씨 개명과 학도병 징집을 권유하였다. 그러나 보전 학생들의 창씨개명 거부와 학도병 징집 거부가 이어졌다.
1944년 4월 조선총독부의 지시로 '경성척식경제전문학교'로 강제로 개편당하였으나, 1945년 8월 광복을 맞아 보성전문학교로 교명을 환원하였다.

## 광복 이후
종합대학으로의 승격

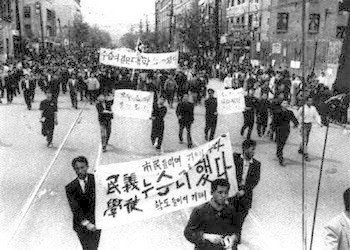
4·18 피습사건은 4·19 혁명 발발의 도화선이 되었다.

1946년에는 인촌 김성수 선생의 고안에 의해 한반도 및 한민족을 대표하는 민족고대라는 의식으로 '보성전문학교'가 '고려대학교'로 개칭되었으며, 이와 동시에 종합대학으로의 설립이 인가되었다. 정법(政法)대학, 경상(經商)대학, 문과대학을 설치하였으며 현상윤이 초대 총장을 지냈다. 1947년 11월 3일에는 학생의 날 및 광주학생항일운동 기념일을 맞아 학생 주도로 고대신문 을 창간하였는데, 학생기자들이 제작과정 전반을 담당하였다는 점이 특징적이다. 영자신문인 'The Granite Tower'는 1954년 9월에 현재 YBM시사 회장직을 맡고 있는 민영빈 선생에 의해 창간되었다. 1950년 10월 한국 전쟁 중 현상윤 당시 총장이 납북되는 사고가 있었고, 유진오 교수가 이를 대신할 임시관리책임자 자리를 맡게 되었다. 유진오 교수는 이후 1952년에 제 2대 총장으로 취임하였다. 1952년 12월에는 수물학과, 화학과, 생물학과를 창설하고 문과대학을 문리과대학으로 개편함과 동시에 농림대학을 신설하였으며, 1954년 2월부터는 문리과대학 내 문학부와 이학부를 구분하였으며, 1959년 4월에는 문리과대학에 있던 정경학부를 정경대학으로 승격하였다.
1960년 4월 18일 - 4·18 의거
1960년 4월 11일 3·15 부정선거와 관련된 마산 시위에서 실종된 김주열 열사의 시신이 마산 앞바다에서 발견된 것과 관련하여 1960년 4월 3일 5개 단과대학 운영위원장들은 신입생 환영회 준비를 이유로 거사를 계획하였다. 신입생 환영회 기념품으로 수건이 제작되었는데, 실제로 이 수건은 궐기에 사용되었다. '친애하는 고대생 제군! 한마디로 대학은 반항과 자유의 표상이다'로 시작하는 '4·18 선언문' 은 '우리는 행동성이 결여된 기형적 지식인을 거부한다'는 사설을 고대신문에 기고한 편집국장 박찬세가 기초하였으며, 4월 18일 행사 당일 경영대 운영위원장 이세기에 의해 낭독되었다. '마산사건의 책임자를 즉시 처단하라!' 등의 구호를 외치며 교문을 빠져나온 시위대는 행진 도중 경찰의 저지에 직면하였지만 국회의사당 진출에 성공하였으며, 이 자리에서 유진오 총장의 격려를 받고 안암동 교정으로 퇴각하였다. 시위대는 돌아오는 길에 종로4가 근방에서 신도환의 대한반공청년단 소속 폭력배들에게 피습을 당하여 4·19 혁명의 도화선이 되었다. , 이 사건은 4·19 혁명의 도화선이 되었다. 본교 문과대학 교수로 재직 중이던 조지훈 선생은 1960년 5월 3일자 고대신문에 실린 '늬들 마음을 우리가 안다 - 어느 스승의 뉘우침에서'라는 시를 통해 4·19 혁명을 촉발시킨 학생들의 4·18 정신을 기렸다. 매년 4월 18일에는 독재정권에 맞선 선배들의 정의로운 행동을 계승하기 위해 '4·18 구국대장정' 행사가 열린다. 구국대장정 행사에 관한 자세한 설명을 보려면 '고려대학교' 문서의 '연례 행사' 단락을 참조하도록 한다.
이공계캠퍼스 확충과 우석대학교 의과대학의 흡수·합병

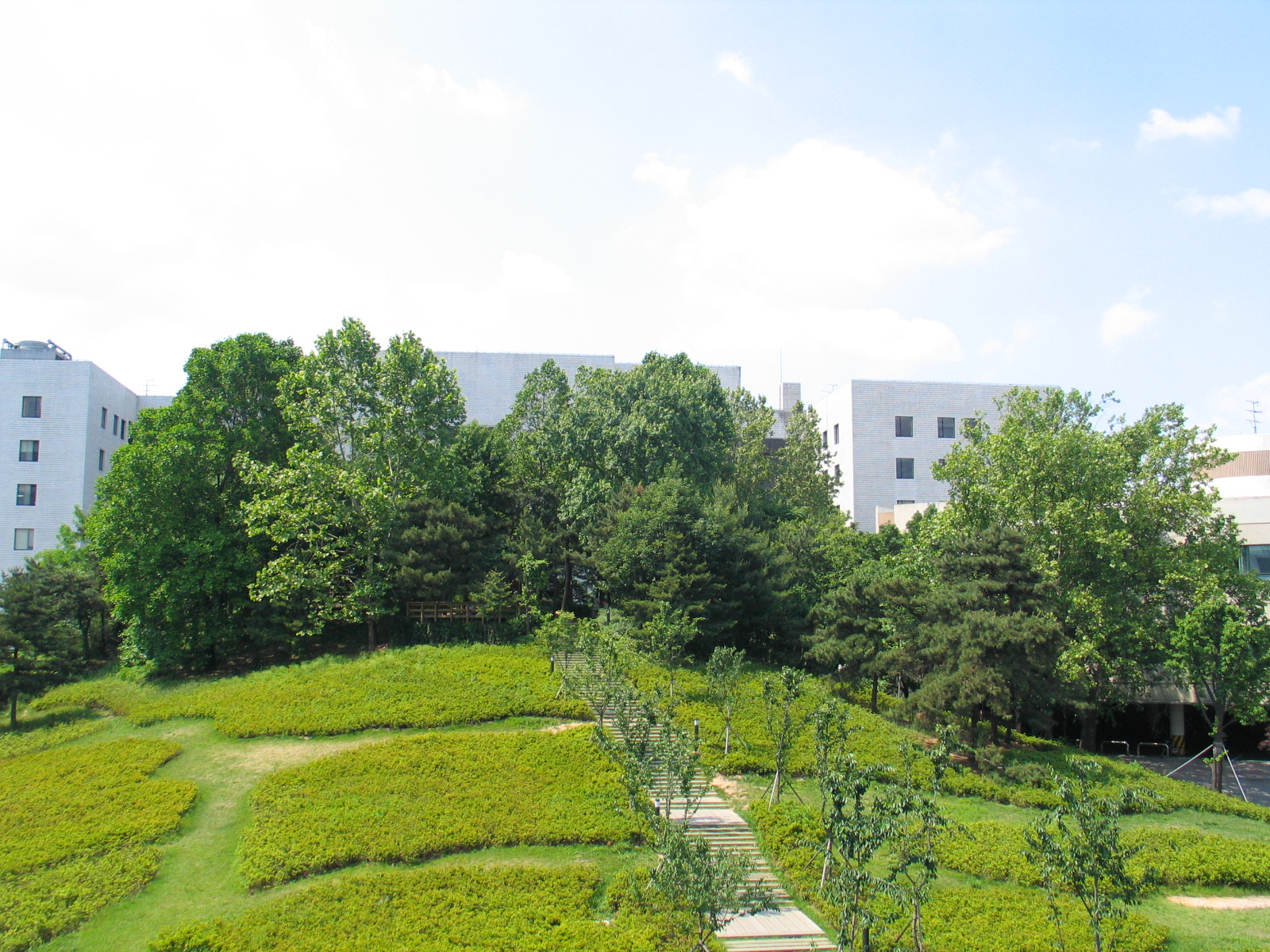
이공계캠퍼스 안 애기능동산.

해방 이듬해인 1946년에 본교는 애기능 인근 부지를 매입하였으며 이는 후일 이 곳에 이공계캠퍼스가 자리잡는 기반이 된다. 1963년 12월에는 문리과대학이 문과대학과 이공대학으로 분리되었으며 1977년 12월에는 이공대학의 이학부와 공학부가 각각 이과대학과 공과대학으로 승격되었다. 1962년 12월에는 통계학과를, 1965년 3월에는 신문방송학과를 설치하였는데, 신문방송학과는 경희대학교와 함께 대한민국 최초의 신문방송학과로 기록되고 있다. 1971년 12월에는 1970년에 시작된 장기발전계획에 따라 우석대학교 의과대학을 흡수 및 합병하였다. 1971년 당시에 합병된 우석대학교 의과대학은 1928년 9월 설립된 조선여자의학강습소와 1938년 5월 개교한 경성여자의학전문학교를 모태로 하고 있으며 1979년에 설립된 전라북도 완주군 소재의 현재의 우석대학교와는 관련이 없다.
반복적인 시위와 잦은 휴교 사태
1960년대와 1970년대 사이에 고려대학교는 잦은 휴교 사태를 빚었다. 1965년 9월 4일, 한일협정 반대시위 사태로 고려대학교는 연세대학교와 더불어 문교부 당국으로부터 무기한 휴업 명령을 받았으며 이 조치는 9월 20일까지 계속되었다. 1971년 10월 5일에는 부정부패 처단 요구 농성 중이던 고대생이 교내에 난입한 군인에게 무장 군인에게 연행되었으며, 이 사건이 확대되자 10월 15일 박정희 대통령은 위수령을 발동하고, 군을 투입하였으며 문교부 명령으로 1971년 11월 11일까지 27일간 강제 휴교 조치하였다. 이에 앞서 1971년 5월 16일에는 김병수 당시 학생회장 등이 교련 반대 데모를 선동한 혐의로 구속되기도 하였다. 1975년 4월에는 7일부터 고려대학교에서 격렬한 독재정권 퇴진, 유신헌법 철폐를 주장하는 시위가 열리자, 8일 박정희 대통령이 고려대학교만을 대상으로 대통령 긴급조치 제7호를 발동하여 고려대학교에 휴교를 명하고 교내에 군대를 진주하기에 이르렀다. 이는 단일 학교만을 대상으로 한 전무후무한 긴급조치였으며, 이 긴급조치는 5월 13일 긴급조치 제9호와 함께 발효된 긴급조치 제8호를 통해 해제되었다. 제5공화국이 들어선 이후에도 독재정권을 향한 학생들의 시위는 계속되었다. 1984년 11월 14일에는 연세대학교와 성균관대학교에 재학 중이던 일부 학생들이 민정당 당사에 난입하는 사건이 발생하였는데, 이로 인해 본교 재학생 81명이 경찰의 조사를 받았으며 이 중 20명은 훈방 조치되었다. 이 사건으로 본교생 7명을 포함하여 모두 19명이 구속 수감되었다. 당시 문교부는 학사징계 또한 병행하도록 각 대학에 지시하였으며 김준엽 당시 총장을 비롯한 29명의 교무위원이 전원 참석하여 처벌에 따른 대책을 논의하였는데 학생들의 처리 문제를 논의하다 저녁식사를 하는 자리에서 김준엽 총장이 '제자들의 죽음 앞에서 밥이 넘어가냐'며 끝내 숟가락을 들지 않은 일화는 유명하다. 1982년 제 9대 고려대학교 총장에 취임한 김준엽 총장은 군부정권의 압력에 맞서 학생들에 대한 처벌을 극소화하는 성향으로 널리 알려져 있다. 1983년 가을 학생 수백 명이 학생회관의 문을 걸어 잠그고 시위를 벌일 때 밖에서 같이 밤을 샌 일화가 기록으로 전해지고 있다. 이러한 그의 성향에 힘입어 국내 대학 중 가장 먼저 학도호국단이 폐지되고 총학생회가 부활하는 등의 변화가 있었다. 그는 결국 군부정권의 학생회 간부 제적 요구에 맞서다 1985년 2월 강제로 사퇴당했는데, 이후 학생들 스스로 1985년 3월에 '총장 승인권 폐지, 문교부 장관 사퇴, 총장 사퇴 결사반대' 등의 구호가 담긴 '민족고대정기(民族高大精氣) 장례식'을 거행하기도 하였다.
교환협정 및 학술교류협정 체결 (2000년 이전)
고려대학교는 1973년 3월에 일본 와세다대학과 학생·교수 교환협정을, 같은 해 6월에 미국 워싱턴대학과 학술교류협정을 맺었다. 뒤이어 1991년 5월에는 모스크바 대학교와, 1994년에는 중국 푸단대학(復旦大學), 하얼빈공과대학, 미국 미주리대학과, 이듬해인 1995년에는 미국 워싱턴주립대학, 콜로라도대학, 캐나다 오타와대학, 중국 시안(西安)교통대학, 난징(南京)대학, 저장(浙江)대학, 일본 아오야마 대학(靑山學院), 메이지대학(明治大學), 주오대학(中央大學), 베트남 하노이대학, 뉴질랜드 오클랜드 대학과, 그 다음해인 1996년에는 미국 뉴욕주립대학, 중국 지린(吉林)대학, 헝가리 부다페스트공과대학, 오스트레일리아 모나시 대학과 학술교류협정을 맺었다.
교육시설의 확충
창립 30주년 기념사업으로 중앙도서관 구관이 1935년 착공 하여 1937년에 개관한 데 이어, 1975년에는 창립 70주년을 기념하기 위하여 중앙도서관 신관을 신축하여 1978년 3월에 개관하였다. 1973년 10월 서독정부의 무상원조에 의해 농과대학 캠퍼스가 준공되어 1977년부터 활용되기 시작되는 한편 1978년 5월 착공한 기숙사가 1979년 11월에 준공되어 1980년 3월에 개관하였다.

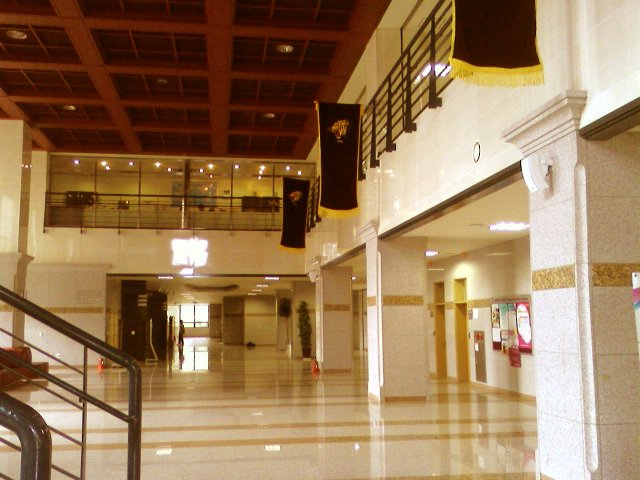
세종캠퍼스 농심국제관

각종 학제 변경 및 조치원 분교의 탄생 (2000년 이전)
1972년에 사범대학이 신설된 데 이어 1981년 10월 행정학과가 법과대학에서 정경대학으로 소속 변경되었으며, 1998년 10월 의과대학 간호학과가 간호대학으로 승격되었다. 이듬해인 1999년 2월에는 법대, 의대, 사범대, 간호대를 제외한 모든 단과대학의 신입생에 대하여 1.5+2.5년 또는 2+2년 형식의 학부제를 도입하였으며, 같은 해 10월에는 미술교육과가 사범대학에서 독립하여 미술학부가 신설되었다. 한편 당국의 수도권 인구분산 정책에 따라 1980년 1월에는 8개 학과, 초기 정원 400명 규모의 조치원 분교(현 세종캠퍼스)의 설립이 인가되었는데, 조치원에 위치한 이 캠퍼스의 정식명칭은 1987년 11월 서창캠퍼스로 정해졌다. 캠퍼스의 이름은 이후 2008년 세종캠퍼스로 변경되었다. 세종캠퍼스는 2010년 설립 30주년을 맞았다.

## 2000년대 이후
해외 대학과의 각종 학술교류협정 체결 및 교류 (2000년 이후)
고려대학교는 2000년에 일본 게이오대학(慶應義塾), 미국 콩고디아 대학과, 2001년에는 싱가포르 국립대학, 홍콩 시립대학, 중문(中文)대학, 일본 고쿠시칸대학(國士館大學), 리쓰메이칸(立命館) 아시아태평양 대학, 무사시(武藏)대학, 독일 프라이부르크 대학과 학술교류협정을 체결하였다. 그 이듬해인 2002년 9월에는 옌볜(延邊) 과학기술대학과 방문 및 학술교류협정을, 2003년에는 인도 자와할랄 네루 대학, 중국 난카이(南開)대학, 우한(武漢)대학, 중국인민대학(中國人民大學)과 학술교류협정을 체결하였다. 2004년에는 일본 사이타마대학(埼玉大學), 도호쿠대학(東北大學), 인도네시아 브라위자야 대학, 빅토리아 대학, 중국 칭화대학(淸華大學), 중국정법대학(中國政法大學), 산둥(山東)대학, 멕시코 콜리마 대학, 네덜란드 레이든대학, 캐나다 요크대학과 학술교류협정을 체결하였다. 2006년 현재 54개국 543개교와 교류협정이 체결되어 있는 상태다. 학술교류협정 체결 이외에도 2002년 10월에는 캐나다 브리티시컬럼비아 대학에 고려대학교 생활관(KU-UBC House)을 짓기도 하였다.
각종 학제 변경 및 졸업요건의 변화
2000년대 들어서도 교내에는 굵직한 학제 개편이 여러 차례 있었다. 2001년 3월부터 의과대학과 의료원이 통합운영되고 의료원은 독립채산제를 실시하였다. 2001년 7월에는 국제학부가 신설되었으며, 이듬해인 2002년에는 신문방송학과가 정경대학에서 독립하여 언론학부가 신설되는 한편 같은 해 8월에는 컴퓨터학과가 이과대학에서 독립해 전파통신학과와 함께 정보통신대학이 신설되었다. 2005년에는 공과대학 전자·전기공학부와 정보통신대학 전파통신공학과의 통합이 추진되었으나 이 과정에서 전파과 교수 및 학생·학부모들과의 마찰이 발생하였다. 이 과정에서 통합에 반대하는 학부모들이 총장실을 점거하는 사태가 빚어지기도 하였다. 2000년에 이과대학 생물학과가 생명과학부로 분리된 데 이어 2003년에는 생명공학원과 생명과학부가 생명과학대학으로 승격 및 개편되었으며 2006년에는 생명과학대학과 농과대학을 연원으로 삼는 생명환경과학대학 이 합쳐져 현재의 생명과학대학이 되었다. 2007년 3월에는 미술학부가 조형학부로 개칭되었으며, 2010년 3월에는 고려대학교 약학대학 이 세종캠퍼스에 설립 인가되어 2011년 3월 새로 학생을 받기 시작한 한편, 언론학부가 미디어학부로 개칭되는 변화가 있었다.
학제가 개편되는 변화 이외에도 2000년대 들어서는 Global KU 프로젝트 등의 영향으로 졸업요건이 대폭 강화되는 등의 변화가 있었다. 2000년 3월 신입생부터는 토익 700점 수준 이상의 점수를 획득하여야 졸업이 가능해지게 되었으며, 2004년 3월 신입생부터는 한자 2급 수준의 졸업요건이 신설되었다. 한자 졸업요건의 경우 2011년 일부 학과의 경우 폐지된 상태다. 한자 졸업요건에 관한 부가적인 설명을 보려면 교육방침상의 특징 단락을 참조하도록 한다. 이와는 별도로 2004년 3월 신입생부터는 심화전공이나 이중전공, 연계전공으로 세분화할 수 있는 제2전공을 의무적으로 이수해야 졸업할 수 있게 되었다.
개교 100주년 기념사업
2005년은 고려대학교가 개교한지 100주년이 되는 해였으며 5월 5일에는 개교 100주년 기념식이 거행되었다. 개교 100주년 기념사업과 관련하여 2003년 '개교 100주년 기념사업회'가 출범하였고, 학술분과, 편찬분과, 행사분과, 모금분과, 건립분과의 5개 분과위원회를 두어 기념사업을 추진하였다. 학술분과에서는 '한국, 100년을 향한 성찰과 전망'이라는 주제로 정치외교분과, 경제분과, 사회분과, 문화분과, 과학기술분과의 총 5개 영역에서 2005년 5월 23일에서 5월 25일까지 진행된 국제학술대회와 8개 행사로 이루어진 교내학술회의를 주관하였다. 2001년 5월 신설된 편찬분과에서는 고대 100년사, 고대 100년 연표, 부문사, 고대 100년 화보집, 고대 100년사 자료집, 고대약사 영문판, 역대총장기념사의 정리 및 집필 작업을 주관하였다. 행사분과에서는 2004년 11월 1일 KU Global Vision 선포식을 통해 본교가 개교 100주년을 앞두고 있음을 알리는 등 다양한 행사들을 주관하였다. 2005년 한 해 동안 개교 100주년 기념 노벨상 수상자 연속 강연회가 개최되는 한편 이 해 5월 4일에는 세계대학총장포럼이 개최되었으며, 같은 해 9월 11일에는 작곡가 알렉세이 라린의 고려대 개교 100주년 기념 '고려대학교를 위한 찬가'를 고려대학교 관현악단 보관됨 2019-06-13 - 웨이백 머신 이 예술의 전당에서 열린 개교 100주년 기념 연주회에서 처음 연주하였다. 모금분과는 기존 활동의 연장선상에서 모금활동을 진행하였다. 건립분과에서는 백주년기념관과 타이거플라자, I-House 등을 시공하였으며, 학교 발전 마스터플랜에 기반을 둔 것이다. 백주년기념관과 화정체육관의 건립은 재단 측의 계획과 맞물린 것이기도 하다. 고려중앙학원에서는 개교 100주년 기념사업으로 중앙광장과 백주년기념관, 화정체육관을 건립할 계획을 세웠으며, 이 중 중앙광장이 2002년 3월에 가장 먼저 만들어졌다. 중앙광장은 1938년 완공 당시 아시아 최대 규모였던 대운동장을 녹화하여 공원으로 만들고 지하에 열람실 및 각종 편의시설 등을 갖춘 지하캠퍼스를 일컫는다. 한편, 100주년을 전후하여 이를 기념하기 위한 엠블렘들이 발표되었는데, 2004년 3월 백주년 기념 엠블렘이 발표된데 이어 2005년 5월 30일에는 개교 100주년 기념 글로벌 UI가 선포되었다.
- 이건희 삼성 회장 명예철학박사 학위수여식 사태 : 2005년 5월 2일에는 학교 당국의 삼성 이건희 회장 명예박사 학위수여식이 계획되어 있었다. 하지만 당시 문과대 학생회와 '다함께' 고대모임 중심으로 한 60여명의 학생들이 당일 오후 구호를 외치며 시위를 진행하는 등 이 회장의 박사 학위 수여를 반대하였으며[99][100] 물리적인 충돌로 인해 수여식은 예정과 달리 본관 2층에서 치러졌다.[101] 이후 학교 당국은 삼성그룹에 대한 사과문을 발표하고, 해당 학생들에 대한 징계를 결정했으나 이 조치는 얼마 후에 모두 취소되었다. 당시 이 사건을 두고 학생비판론이 우세한 분위기가 형성되었으며, 안티총학 카페 가 개설되기도 하였다.[102]
- 영문 머리글자 상표권 등록 문제 : 한편, 개교 100주년을 맞아 추진하고 있는 Global KU 프로젝트의 일환으로 외국인이 쉽게 떠올릴 수 있는 영문 머리글자인 'KU'를 도입하는 과정에서 이 표기에 대한 독점권을 인정받기 위해 상표권 등록을 시도하였지만, 건국대학교가 2005년 새로운 학교 마크를 선보이면서 'KU'라는 문구를 도입하였다는 점과, 'KU' 자체가 일반명사여서 상표권 등록이 어렵다는 점 때문에 난항을 겪은 바 있다. 두 학교 모두 'KU'를 상표권으로 등록하는 데 실패하였다.[103]

의학전문대학원과 법학전문대학원(로스쿨)
고려대학교는 정부의 '의·치의학전문대학원' 도입 정책에 따라 2009년부터 기존의 의과대학 보관됨 2014-07-02 - 웨이백 머신 을 의학전문대학원으로 일부 전환해 신입생을 선발하였다. 교육과학기술부 에서는 2010년 7월 그간의 의·치전원 운영 성과를 평가해 의과대학과 의전원을 병행 운영하는 대학에 한하여 2015년부터 자율적인 학제 전환이 가능하도록 하였으며 이에 따라 본교에서는 2015년부터 기존의 의과대학 체제로 돌아간다는 내용의 학제계획서를 교육과학기술부에 제출하였다. 의학전문대학원과 더불어 법학전문대학원(로스쿨)이 도입되어 2009년부터 신입생을 받게 되었다. 이 과정에서 고려대학교는 120명을 배정받았는데, 인원 배정 발표 이후 본교에서는 로스쿨 배정 인원에 문제가 있다는 이유를 들어 예비 인가 반납을 심도있게 검토하였으나 인가 철회 방침을 포기하고 2009년 예정대로 개원하여 운영되고 있다. 한편, 로스쿨 예비인가 대학 선정과 관련해서 최근 5년간 사법고시 합격자 수가 결정적인 역할을 했다는 분석이 등장하기도 하였다.
근래의 총장 선임 및 그 밖의 주요 사건
- 2003년 2월에는 제 15대 총장으로 어윤대 박사가 취임하였다.[70][주 1] 2006년 12월에는 어윤대의 뒤를 이어 이필상이 제 16대 총장이 되었으나[91], 이필상 총장은 논문 표절 의혹으로 인해 취임 62일째가 되는 이듬해 2월 사퇴하였으며[116][117], 한승주가 총장 서리의 자격으로 뒤를 이었다. 2008년 1월 17일에는 이기수 교수가 제 17대 총장으로 선임되었으며[118][119], 2011년 3월에는 김병철 생명과학대학 식품공학부 교수가 제 18대 총장으로 취임하여 현재의 총장 직무를 수행하게 되었다.[120][121] 제 18대 총장 선거에서는 역대 최다인 10명의 후보가 출마하였다.[122][123]
- 2010년 9월 14일 고려대학교는 숙명여대, 명지대, 충남대, 전남대, 영남대, 강원대와 더불어 최초로 여성 후보생 설치대학으로 선정되었으며[124], 본교에서는 첫 여성 ROTC 모집에 11명이 지원하여[125][126] 이 중 5명이 최종 합격하였다.[127][128]
- 교수학습개발원 에서는 학생들이 수업자료를 쉽게 구할 수 있게 하고 교수와 동료 학습자 간에 상호 활동을 증진시키려는 목적으로 EKU(E-Learning Korea University)에서 개발 및 관리하고 있다. 2004년 1학기 기간 동안 영어강의와 핵심교양 수업 등에서 시범적으로 운영한 다음 2학기부터 전체 강좌에서 사용할 수 있게 되었지만, 도입 초기에는 이용률이 높지 않아 수업을 듣는 학생들이 각기 다른 커뮤니티에서 자료를 구하는 등의 불편을 겪기도 하였다.[129]

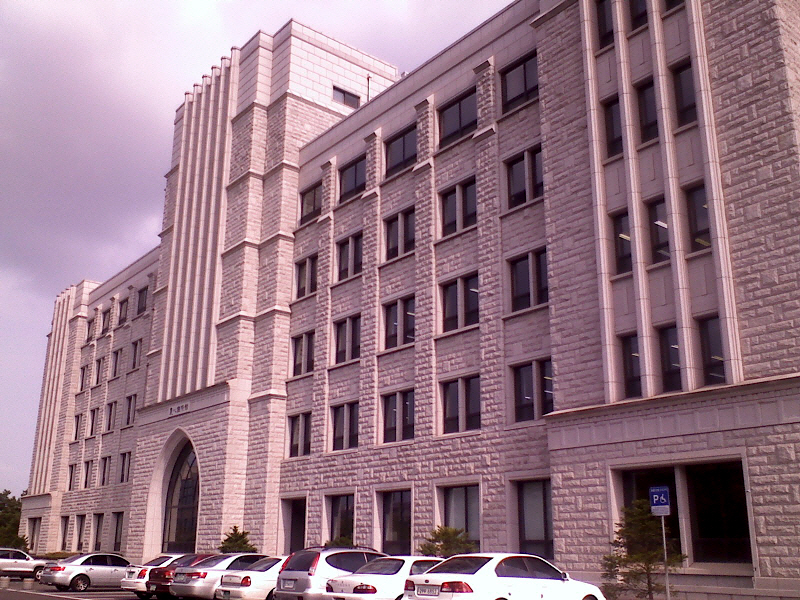
세종캠퍼스 농심국제관

- 근래 들어 세종캠퍼스 역시 몇 가지 가시적인 변화를 경험하였다. 2007년 5월에는 건설교통부가 고려대 세종캠퍼스를 한국철도대학 인수 1순위 대학으로 선정하여 한국철도대학을 인수하기 위한 협상이 진행되었으나, 협상은 결렬되었다.[130] 자세한 내용은 다음 페이지를 참조하도록 한다. 2007년 11월에는 세종특별자치시와 신캠퍼스 건설 MOU를 체결하였다. 이듬해인 2008년 3월에는 서창캠퍼스가 세종캠퍼스로 개칭되어 3월 13일 명칭선포식을 열었는데[131], 이 과정에서 세종대학교가 고려중앙학원을 상대로 2008년 3월과 6월 유사표장 사용금지 가처분 신청[132]과 소송을 각각 제기하였지만[133] 모두 기각 또는 패소로 일단락되었다.[134][135] 세종대학교 측에서는 '세종캠퍼스' 명칭 반대 궐기대회를 여는 등 격렬하게 저항하기도 하였다.[136] 한편, 약학대학이 2010년 2월 24일 현장실사를 거쳐 3월 2일 설립이 확정되어 2011년 3월 1일 세종캠퍼스에 개교하였으며[79], 같은 해 6월 2일 개교선포식을 거행하였다.[137]
- 근래에 들어 고려대학교를 둘러싼 여러 논란들이 불거진 바 있다. 각종 논란에 관해서는 고려대학교에 대한 비판과 논란 문서를 참조하도록 한다.

## 주해
1. ↑  어윤대 총장의 재임기간 동안 본교는 2005년 영국 더 타임즈 지가 발표한 '2005년' 세계 200대 대학'에서 184위에[113], 이듬해인 2006년 10월에는 같은 기관에 의해 이루어진 평가에서는 종합 150위에 오르는 등 가시적인 성과를 기록하였다.[99][114] 하지만 2006년의 평가 결과에 대해서는 학교 측이 비전임 교원 수까지 포함된 수치를 제공하는 방식으로 교원 수를 부풀렸다는 의혹이 제기되기도 하였다.[115]

## 같이 보기
| - 고려대학교 - 고려대학교 세종캠퍼스 - 고려대학교의 건축물 - 고려대학교에 대한 비판과 논란 - 현상윤 - 보성학교 | - 연세대학교 - 이용익 - 김성수 - 김준엽 - 동아일보 |